# Profil environnemental local
Le profil environnemental local, est une forme de profil environnemental territorial, plus local que le profil environnemental régional (PER) ou national, déclinant, avec un plus haut degré de précision le concept de « profil environnemental » à une petite échelle géographique . 
C'est une sorte de carte d’identité environnementale d'un pays ou territoire à un instant t, destinée à aider les acteurs (communes en particulier) à restaurer, protéger et gérer leurs ressources et aménités environnementales (pas, peu, difficilement ou coûteusement renouvelables), et à hiérarchiser les enjeux, notamment dans la perspective d’un aménagement et développement soutenable du territoire. Il peut aussi mettre en évidence certaines inégalités environnementales comme cela a par exemple été fait en région Île-de-France. 

## Origine et histoire du concept
Dans la suite du Sommet de Rio, et au service des Agenda 21 qui en ont découlé, les profils environnementaux étaient destinés à préparer des plans stratégiques locaux pour l’environnement, et leur mise à jour pouvait ensuite contribuer à évaluer ces plans locaux (via le suivi d'indicateurs environnementaux, par un observatoire de l'environnement éventuellement),. 
Ainsi à titre d'exemple vers 2005, le CNUEH-Habitat soutenait la création de quelques Agendas 21 locaux (A21L) au Sénégal (RS, MUAT 2004), démarche lancée par la création d'un comité municipal A21L  suivie par la rédaction d'un « Profil environnemental » (Etat de l’environnement et des risques/menaces secteur par secteur : eaux, air, forêts et espaces végétalisés, assainissement et patrimoine culturel lié à la Nature ; et cartographie des parties prenantes, débouchant sur des « thèmes prioritaires sur lesquels organiser les consultations »), conformément au Guide publié par l'ICLEI en 1996. Pour la zone sahélienne, les profils environnementaux des collectivités suivantes ont été publiés : Bobo Dioulasso en 2004, Ouagadougou en 2008, Bobo Dioulasso  en 2004, Dakar en 1993, Guediawaye en 2005, Louga en 2002, Matam en 2005,  Rufisque en 1999,  Saint Louis en 2004 et Tivaouane en 2004.
En France, le Ministère de l’Écologie a lancé la réalisation des profils environnementaux régionaux en 1999.

## Cadre réglementaire et financements
Le profil environnemental peut être réalisé sans cadre formel par une commune par exemple , mais dans certaines pays, il est cadré par la réglementation. 
Ce type de démarche s'est développée en France à la fin des années 1990, en accompagnement et déclinaison de la loi Voynet au niveau national et régional, avec notamment l’introduction des schémas de services collectifs ( Le profil environnemental local pouvait alors être subventionné par l'Agence de l'environnement et de la maîtrise de l'énergie, les directions régionales de l'environnement et les conseils régionaux)
En France par exemple il est cadré par au moins quatre documents : 
- Loi d'Orientation sur l’Aménagement et le Développement Durable du Territoire (Loi Voynet) du 25 juin 1999,
- Loi relative au renforcement de la coopération intercommunale du 12 juillet 1999,
- Loi Solidarité et Renouvellement Urbain du 13 décembre 2000.
- Circulaire MATE (ministère de l'Aménagement du Territoire et de l'Environnement), du 11 mai 1999.

Ces lois encouragent les collectivités territoriales à s’engager dans la voie du développement durable, comme les y incitent notamment les articles 25 et 26 de la Loi Voynet concernant l’intégration des principes de l’agenda 21 local dans l’élaboration des contrats d'agglomérations et de Pays, en France métropolitaine, comme dans les DOM-TOM où les enjeux environnementaux peuvent être très différents et majeurs (en Guyane par exemple pour la biodiversité forestière, à la Guadeloupe ou à la Réunion par exemple pour la biodiversité insulaire et marine

## Champ d'étude
Des préoccupations communes d’enjeu local et régional apparaissent, sur lesquelles les Régions, l’ADEME et la DIREN souhaitent mobiliser les acteurs des territoires pour leur prise en compte au sein des dynamiques territoriales. Outre les enjeux environnementaux régionaux décrits dans le profil, trois préoccupations majeures non hiérarchisées se déclinent :
1. le maintien et le développement du patrimoine naturel régional : milieux, biodiversité et paysages constituent « notre véritable assurance-vie ». Cette préoccupation sera soutenue par l’émergence au niveau local d’un plan d’actions favorisant la gestion écologique des espaces et le développement de continuités écologiques en s’appuyant sur la politique trame verte.
2. la gestion des eaux et la préservation des ressources naturelles : la question de l’eau sera abordée suivant trois niveaux d’action : la préservation des milieux par la gestion douce des cours d’eau, la maîtrise des risques d’inondations par la mise en place de techniques alternatives, la création de zones d’expansion de crue et par le strict maintien des zones humides, la préservation de la ressource par la maîtrise de la demande en eau, la gestion et la valorisation des eaux pluviales
3. le changement climatique, contre lequel il convient de lutter suivant trois axes :  l’utilisation rationnelle de l’énergie, le développement des ressources énergétiques locales, la maîtrise de la mobilité. Lors de leurs révisions les profils environnementaux régionaux ont parfois approfondi la question des effets du changement climatique[12]

## Le cas particulier de la biodiversité
En France, le profil environnemental local pourra bientôt éventuellement s'appuyer sur un Atlas de la biodiversité dans les communes (« ABC ») ,. Des spécialistes locaux (naturalistes, sigistes...) peuvent sous l'égide des DREALs former des équipes de cinq ou six personnes pour dresser la cartographie de la biodiversité à l'échelle de la commune. 
Un dispositif de soutien annoncé en mai 2010,, prévoit que des jeunes de 16 à 25 ans, volontaire pour le service civique pour aider les communes à réaliser cet inventaire ; Embauchés pour 12 mois, des jeunes volontaires pourront intégrer le dispositif ABC ; les communes de moins de 20 000 habitants seront accompagnées en priorité. Après une formation (en aout 2010), les jeunes participeront dès septembre 2010 aux actions de sensibilisation des habitants et autres acteurs économiques et sociaux de la commune. En juin-Juillet 2010, à partir des premiers retours d’expériences de la phase test, les communes volontaires seront sélectionnées et l'appel à candidature pour le service civique sera lancé.  
Le ministère vise la participation d’au moins 1000 communes en 3 ans et 260 dès 2010. Il prévoit, :
- Des équipes régionales de sensibilisation et de mobilisation
- Un modèle de profil de biodiversité communale.
- Un cahier des charges type d'inventaires naturalistes (élaboré par le Muséum national d'histoire naturelle et des partenaires scientifiques du ministère).
- Des outils de sensibilisation et de mobilisation aux enjeux de la biodiversité pour le grand public comme pour les différentes catégories d’acteurs locaux (modèle de cahier des charges, kit de communication, etc. )
- L'accès à la plate-forme nationale des sciences participatives portée par le Muséum national d'histoire naturelle, Vigie nature.

Les premiers atlas sont attendus pour 2012.

## Outil de porté à connaissance et d'évaluation
De fait, le profil environnemental régional était ou est aussi un des outils d’évaluation, du CPER, des politiques contractuelles avec les territoires, que les SRADDT (généralement pour une vingtaine d'années), en particulier avec les contrats de Plan État-Région, d’agglo, de pays, mais aussi les CTE, CTF, etc.)
- Les profils environnementaux locaux (d'Agglos, de Pays..) peuvent aussi participer de l'évaluation du développement durable à l'échelle du territoire.
- Ce sont des supports à la construction d'une Trame verte, et ils devraient être pris en compte dans les études d'impacts de grands aménagements.

Les amenagements des territoires terrestres ont , souvent, pour but l'exploitation de ses supposees richesses .